# Rui Poças
Rui Poças (Oporto, 4 de diciembre de 1966) es un director de fotografía y cineasta portugués.

## Biografía
En 1993 finalizó la carrera de Cine en el área de Imagen, en la Escuela Superior de Teatro y Cine. Ese mismo año asistió en Budapest, Hungría, al "II Seminario Europeo para estudiantes de dirección de fotografía", en la Escuela de Cine de Budapest y, al seminario "A Luz no Cinema" en España. En 1994, asistió al Curso de Cine Avanzado en la Academia de Cine de Nueva York.

## Filmografía como director de fotografía
- 2017 - Zama - Largometraje dirigido por Lucrecia Martel (cineasta)
- 2012 - O Que Arde Cura - Cortometraje dirigido por João Rui Guerra da Mata (cineasta) .
- 2012 - Mañana de Santo António - Cortometraje dirigido por João Pedro Rodrigues (cineasta) .
- 2012 - Tabú - Largometraje dirigido por Miguel Gomes (cineasta) .
- 2010 - La Guitare de Diamants - Cortometraje dirigido por Frank Beauvais (cineasta) .
- 2010 - U-Mya - Cortometraje dirigido por Miguel Clara Vasconcelos (cineasta) .
- 2009 - Film Noir - Diseño de luces para la obra de teatro puesta en escena por André Murraças (director) .
- 2009 - Morir como un hombre - Largometraje dirigido por João Pedro Rodrigues (cineasta) .
- 2009 - Dos Mujeres - Largometraje dirigido por João Mário Grilo (cineasta) .
- 2009 - Tony - Cortometraje dirigido por Bruno Lourenço (cineasta) .
- 2009 - O Carpet Voador - Documental dirigido por João Mário Grilo (cineasta) .
- 2008 - Velocidad de sedimentación - Cortometraje dirigido por António Escudeiro (cineasta) .
- 2009 - Tony - Cortometraje dirigido por Bruno Lourenço (cineasta) .
- 2008 - Fernando Lopes, Probablemente - Documental dirigido por João Lopes (cineasta) .
- 2008 - Ela por Ela, Agustina Bessa-Luis y Maria João Seixas - Serie de televisión dirigida por Fernando Lopes (cineasta) .
- 2008 - Ese Querido Mes de Agosto - Largometraje dirigido por Miguel Gomes (cineasta) .
- 2007 - Daqui p'ra Frente - Largometraje dirigido por Catarina Ruivo (cineasta) .
- 2007 - China, China - Cortometraje dirigido por João Pedro Rodrigues y João Rui Guerra da Mata (cineasta) .
- 2006 - O Cántico de las Criaturas - Cortometraje dirigido por Miguel Gomes (cineasta) .
- 2004 - Alexandre O'Neill - Documental dirigido por Fernando Lopes .
- 2004 - José de Guimarães - Contacto - Documental dirigido por João Mário Grilo.
- 2004 - Santa Liberdade - Documental dirigido por Margarita Ledo Andión .
- 2004 - Horizonte(s) - Documental dirigido por Margarida Ferreira de Almeida .
- 2004 - La cara que mereces - Largometraje dirigido por Miguel Gomes (cineasta) .
- 2004 - Odete - Largometraje dirigido por João Pedro Rodrigues .
- 2003 - Álvaro Lapa, la literatura - Documental dirigido por Jorge Silva Melo .
- 2003 - Cinco conversaciones con Glicínia - Documental dirigido por Jorge Silva Melo .
- 2003 - Sangue sobre Vermelho - Cortometraje dirigido por Pedro Baptista .
- 2003 - Maria and the Others - Largometraje dirigido por José Sá Caetano .
- 2003 - André Valente - Largometraje dirigido por Catarina Ruivo .
- 2003 - Adriana - Largometraje dirigido por Margarida Gil .
- 2002 - O Rapaz do Trapézio Voador - Largometraje dirigido por Fernando Matos Silva .
- 2002 - Relâmpago - Telefilme dirigido por José Nascimento .
- 2001 - Duplo Exílio - Largometraje dirigido por Artur Ribeiro .
- 2001 - Hora da Morte - Tele Filme dirigida por José Nascimento .
- 2000 - Inventario de Navidad - Cortometraje dirigido por Miguel Gomes (cineasta) .
- 2000 - Contra Ritmo - Cortometraje dirigido por João Figueiras .
- 2000 - Boris e Jeramias - Cortometraje dirigido por Pedro Caldas .
- 2000 - Contra Ritmo - Cortometraje dirigido por João Figueiras .
- 2000 - O Fantasma - Largometraje dirigido por João Pedro Rodrigues .
- 1999 - Joaquim Bravo, Évora 1935 Etc. Etc. Etc. Felicidades - Documental dirigido por Jorge Silva Melo .
- 1999 - Grupo Puzzle - Documental dirigido por Hugo Vieira da Silva .
- 1999 - Mientras tanto - Cortometraje dirigido por Miguel Gomes (cineasta) .
- 1998 - Entraste al juego Te tocará jugar - Documental dirigido por Pedro Sena Nunes .
- 1998 - O Silêncio - Documental dirigido por António Loja Neves y Pedro Sena Nunes .
- 1998 - Otro País - Documental dirigido por Sérgio Tréfaut .
- 1998 - Pesadelo Cor de Rosa - Largometraje dirigido por Fernando Fragata .
- 1998 - Las palabras se derriten en el agua - Mediometraje dirigido por Pedro Sena Nunes .
- 1997 - Madina de Boé - Documental dirigido por Manuel Costa e Silva y Manuel Tomás .
- 1997 - O Apartamento - Cortometraje codirigido por ti y
- 1996 - Se Deus Quiser - Documental dirigido por Fernando Lopes .
- 1996 - Guilege, el corredor de la muerte - Documental dirigido por Manuel Costa e Silva y José Manuel Saraiva .
- 1995 - Palolo - Ver o Pensamento a Correr - Documental dirigido por Jorge Silva Melo .
- 1994 - 25 Avril, 20 Ans Aprés - Documental dirigido por Pierre André Butain, Thomas Harlan y Dominique Rebourdin .
- 1994 - Malentendidos - Cortometraje
- 1994 - Kites Don't Fly in NYC - Cortometraje dirigido por Luísa Ataíde .
- 1994 - Sálvame - Cortometraje dirigido por Renato Falcão .
- 1993 - Eduardo Viana, Pintor - Documental dirigido por Luís Matos .
- 1992 - Nunca Mais Te Livres de Mim - Cortometraje dirigido por Pedro Sena Nunes .
- 1991 - Mar de Rosas - Cortometraje dirigido por Luís Matos .

## Premios y nominaciones
- Festival Internacional de Cine de Río de Janeiro 2017 : Mejor fotografía por Les Bonnes Manières.[1]
- Premios Cóndor de Plata 2018 : Mejor fotografía por Zama.[2]
- Premios Sur 2018 : Mejor fotografía por Zama.[3]